# 平沢政輝
平沢 政輝（ひらさわ まさき、1969年4月25日 -）は、日本出身の元サッカー選手。ポジションはFW（センターフォワード）。東京都大田区出身。

## 経歴
父親の転勤もあって小学時代は埼玉県浦和市（現在のさいたま市）、中学時代は広島県といったサッカー王国と呼ばれた地域で過ごし、小学時代はFC浦和 の一員として全日本少年サッカー大会3位入賞と優秀選手に選出。中学時代はさいたま市立大谷口中学校に進学、父親の転勤にともない途中転校しクラブチームの大河FC でサッカーを学んだ。
高校進学の際には静岡県の東海大一高校へ越境入学。ポジショニングが良く、左足とヘディングを得意とした。2年時の1986年に沢登正朗やアデミール・サントスらと共に高校サッカー選手権に初出場し優勝。3年時にはエースストライカーとして県予選で11得点を上げ得点王、本大会でも7得点を上げ得点王となり準優勝に導いた。
卒業後の1988年に日本サッカーリーグ2部のトヨタ自動車サッカー部（現在の名古屋グランパス）へ入部。トヨタでは背番号10番を与えられ、1991年10月19日のマツダ戦で2得点を記録したが、JSL1部通算ではこの2得点に留まっている。
Jリーグ開幕の際には複数のクラブからオファーを受けた が、これを固辞しジャパンフットボールリーグのトヨタ自動車東富士FCでプレーを続けた。現在はトヨタ自動車東富士研究所に勤務している。

## 所属クラブ
- 東海大一高校
- 1988年 - 1992年 トヨタ自動車
- 1992年 - 199?年 トヨタ自動車東富士FC

## 個人成績
| 国内大会個人成績 | 国内大会個人成績 | 国内大会個人成績 | 国内大会個人成績 | 国内大会個人成績 | 国内大会個人成績 | 国内大会個人成績 | 国内大会個人成績 | 国内大会個人成績 | 国内大会個人成績 | 国内大会個人成績 | 国内大会個人成績 |
| 年度             | クラブ           | 背番号           | リーグ           | リーグ戦         | リーグ戦         | リーグ杯         | リーグ杯         | オープン杯       | オープン杯       | 期間通算         | 期間通算         |
| 年度             | クラブ           | 背番号           | リーグ           | 出場             | 得点             | 出場             | 得点             | 出場             | 得点             | 出場             | 得点             |
| 日本             | 日本             | 日本             | 日本             | リーグ戦         | リーグ戦         | JSL杯            | JSL杯            | 天皇杯           | 天皇杯           | 期間通算         | 期間通算         |
| ---------------- | ---------------- | ---------------- | ---------------- | ---------------- | ---------------- | ---------------- | ---------------- | ---------------- | ---------------- | ---------------- | ---------------- |
| 1988-89          | トヨタ           |                  | JSL2部           | 22               | 7                | 0                | 0                | 1                | 0                | 23               | 7                |
| 1989-90          | トヨタ           | 10               | JSL2部           | 12               | 3                | 3                | 1                | -                | -                | 15               | 4                |
| 1990-91          | トヨタ           | 10               | JSL1部           | 11               | 0                | 2                | 0                |                  |                  |                  |                  |
| 1991-92          | トヨタ           | 10               | JSL1部           | 4                | 2                | 2                | 0                |                  |                  |                  |                  |
| 1992             | トヨタ東富士     |                  | 東海             |                  |                  | -                | -                |                  |                  |                  |                  |
| 通算             | 日本             | 日本             | JSL1部           | 15               | 2                | 4                | 0                |                  |                  |                  |                  |
| 通算             | 日本             | 日本             | JSL2部           | 34               | 10               | 3                | 1                |                  |                  |                  |                  |
| 通算             | 日本             | 日本             | 東海             |                  |                  | -                | -                |                  |                  |                  |                  |
| 総通算           | 総通算           | 総通算           | 総通算           |                  |                  | 7                | 1                |                  |                  |                  |                  |

その他の公式戦
- 1990年
  - コニカカップ 3試合1得点
- JSL（1部）初出場：1990年10月28日 対全日空戦（トヨタ自動車東富士球技場）
- JSL（1部）初得点：1991年10月19日 対マツダ戦（豊田市運動公園陸上競技場）